# Templo Ancestral Imperial

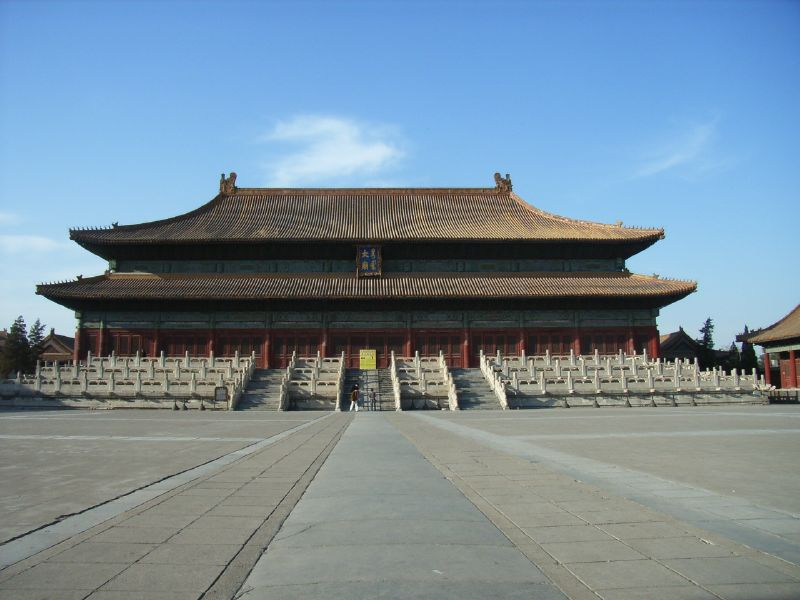
Templo Ancestral Imperial

O Templo Ancestral Imperial, ou Taimiao chinês: 太庙, pinyin: Tàimiào é um ponto turístico histórico da cidade de Pequim, localizado no lado de fora da Cidade Proibida.